# Храмова
Хра́мова (рос. Храмова) — присілок у складі Каргапольського району Курганської області, Росія. Входить до складу Каргапольського міського поселення.
Населення — 151 особа (2010, 155 у 2002).
Національний склад населення станом на 2002 рік: росіяни — 86 %.